# Zakochany na własne życzenie
Zakochany na własne życzenie (ros. Влюблён по собственному желанию) – radziecki film dramatyczny z 1982 roku w reżyserii Siergieja Mikaelana.

## Opis fabuły
Życie przypadkowo zetknęło ze sobą dwoje obcych ludzi. Przystojny Igor – były sportowiec, a obecnie bezrobotny alkoholik oraz bibliotekarka Wiera – na pierwszy rzut oka niepozorna, lecz miła dziewczyna, zawierają między sobą umowę: mają za zadanie przy pomocy autotreningu zakochać się w sobie.

## Obsada
- Oleg Jankowski jako Igor
- Jewgienija Głuszenko jako Wiera
- Natalia Jegorowa
- Nina Skoromochowa
- Władimir Biełousow
- Jurij Dubrowin
- Siergiej Losiew

i inni

## Nagrody
- 1983: Srebrny Niedźwiedź – nagroda za kreację aktorską (Jewgienija Głuszenko) na Międzynarodowym Festiwalu Filmowym w Berlinie Zachodnim
- 1983: Nagroda na Międzynarodowym Festiwalu Filmów Medycznych i Czerwonego Krzyża w Warnie

Źródło: